# Antonio Buoncristiani

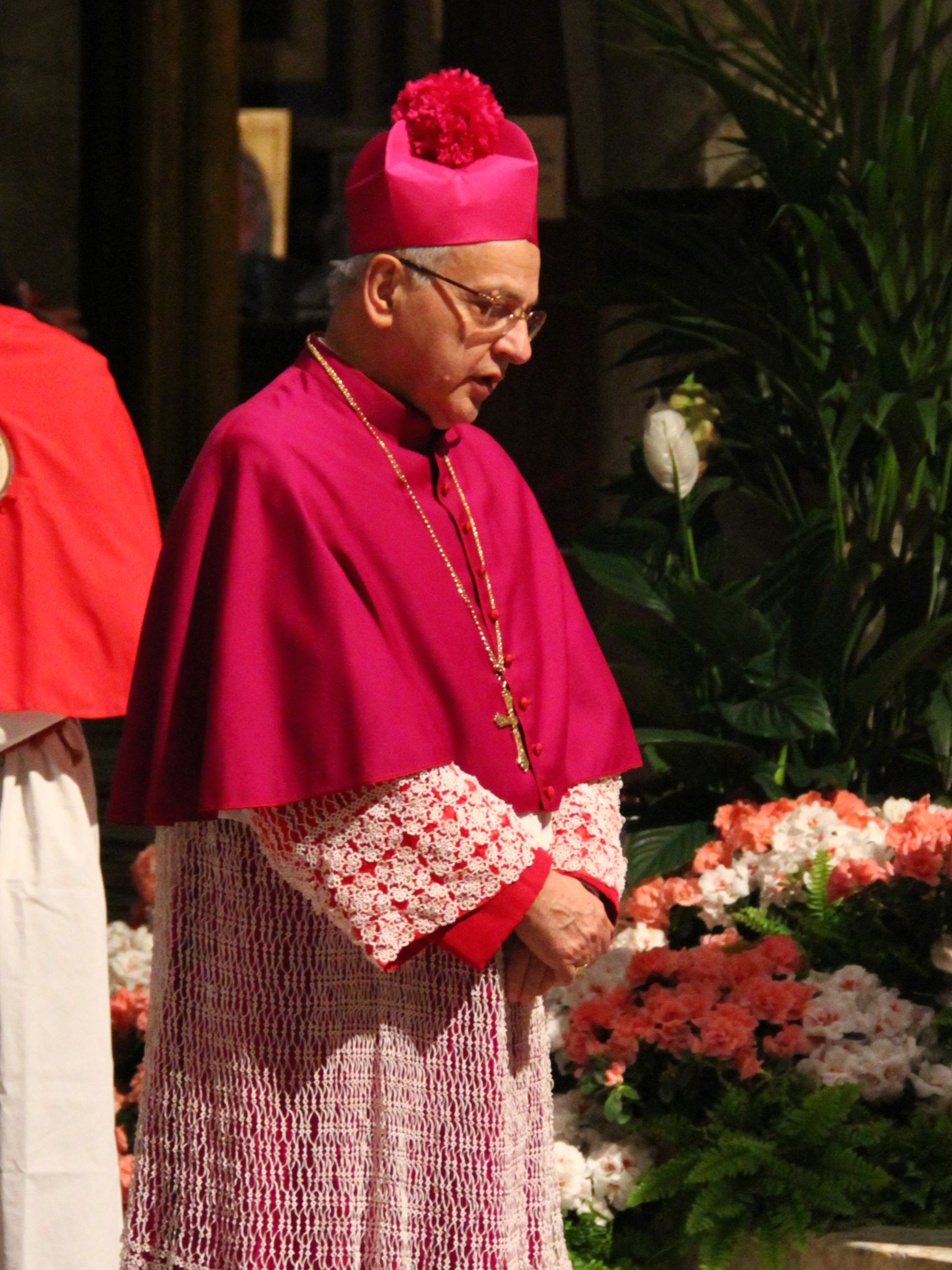
Antonio Buoncristiani (2014)

Erzbischofswappen

Antonio Buoncristiani (* 20. Dezember 1943 in Cerreto di Spoleto) ist ein italienischer Geistlicher und emeritierter römisch-katholischer Erzbischof von Siena-Colle di Val d’Elsa-Montalcino.

## Leben
Antonio Buoncristiani empfing am 13. Juli 1968 die Priesterweihe für das Bistum Foligno, in dem er zunächst pastorale Tätigkeiten ausübte, ehe er sich an der Päpstlichen Diplomatenakademie einschrieb. Er trat 1976 in den diplomatischen Dienst des Heiligen Stuhls ein und arbeitete unter anderem an den Nuntiaturen in Costa Rica und Sambia. 1981 wurde Buoncristiani Generalvikar des Bistums Foligno.
Papst Johannes Paul II. ernannte ihn am 21. Juli 1994 zum Bischof von Porto-Santa Rufina. Der emeritierte Kardinalstaatssekretär und Kardinalpräfekt der Güterverwaltung des Apostolischen Stuhls, Agostino Casaroli, spendete ihm am 1. Oktober desselben Jahres die Bischofsweihe; Mitkonsekratoren waren Erzbischof Jean-Louis Pierre Tauran, Sekretär der Sektion für die Beziehungen mit den Staaten des Staatssekretariates, und Giovanni Benedetti, Bischof von Foligno. Als Wahlspruch wählte er Fides per caritatem.
Am 23. Mai 2001 wurde er zum Erzbischof von Siena-Colle di Val d’Elsa-Montalcino ernannt und am 24. Juni desselben Jahres in das Amt eingeführt. Er war Vizepräsident der Bischofskonferenz der Toskana. Papst Franziskus nahm am 6. Mai 2019 seinen altersbedingten Rücktritt an.
Buoncristiani war während seiner Amtszeit als Erzbischof von Siena satzungsgemäß Präsident der Internationalen Vereinigung der Katharinaten.